# Система мажор-мінор
Система мажор-мінор (нім. Tongeschlecht, італ. modo, рос. наклоне́ние) в теорії музики — властивість терцевого акорду, звукоряду, тонального ладу, що зумовлює його належність до мажору чи мінору.
Усю сукупність діатонічних октавних ладів із великою терцією на I щаблі ладового звукоряду теоретики зазвичай відносять до «мажору», з малою терцією — до «мінору». Зокрема це стосується описання музики тих історичних епох, у яких мажор і мінор ще не склалися або їхнє існування було дискусійним (наприклад, в епоху Ренесансу). У таких випадках кажуть, що дорійський, фригійський та іонійський лади — «мажорні», а лідійський, міксолідійський та еолійський — «мінорні».